# Synoecha marmoratat
Synoecha marmoratat är en fjärilsart som beskrevs av Lucas 1891. Synoecha marmoratat ingår i släktet Synoecha och familjen svärmare. Inga underarter finns listade i Catalogue of Life.